# Cukrovar Čakovice
Cukrovar Čakovice (Cukrovary Schoeller a spol., a.s.) je bývalý průmyslový objekt v Praze 9 v ulici Cukrovarská v severozápadní části Čakovic.

## Historie
Významná podnikatelská rodina Schoellerů zakoupila v polovině 19. století v Čakovicích statek, na jehož pozemcích založila cukrovar. Od roku 1872 byl připojen na železniční trať České severní dráhy a od roku 1879 na vodovod z Libně. Roku 1884 jej poničil požár, po kterém prošel několikerou přestavbou a rozšířením.
Po znárodnění roku 1947 byl ke koncernu připojen cukrovar ve Vinoři. V 60. letech 20. století zpracovával mimo jiné i cukrovou třtinu z Kuby. Po roce 1990 byl objekt využíván jako balírna cukru a jiného zboží.
Ze soustavy odkalovacích nádrží cukrovaru vznikl Čakovický rybník.